# Premia lotna

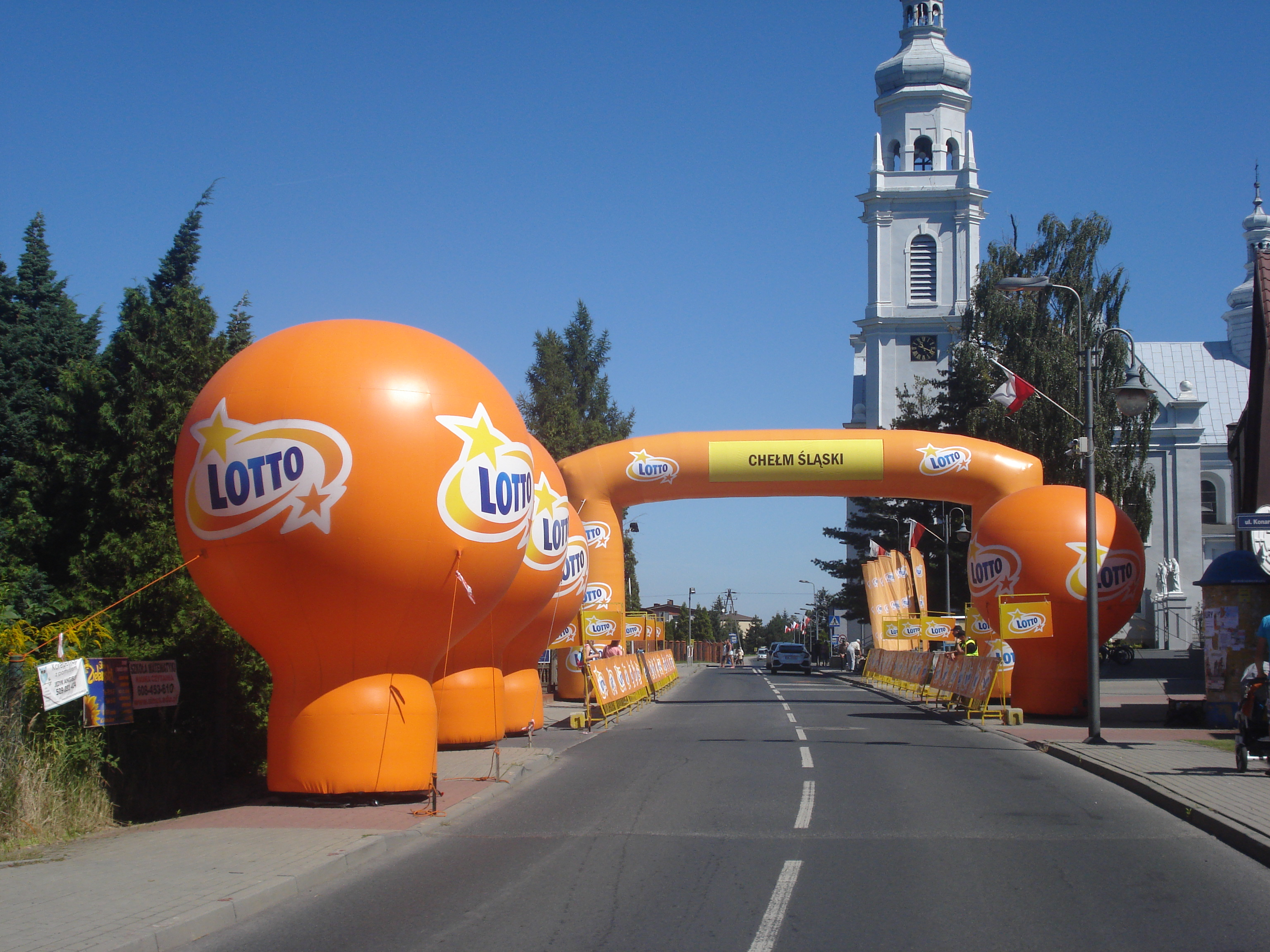
Premia lotna w Chełmie Śląskim na trasie 4. etapu Tour de Pologne 2018

Premia lotna, lotny finisz – wyznaczone miejsce na trasie wyścigu kolarskiego, na którym pierwsi zawodnicy zdobywają punkty lub inne nagrody.
Pojęcie bywa używane również w odniesieniu do innych dyscyplin sportu. Przykładowo, w biegach narciarskich zdarzają się lotne finisze, na których przyznawane są punkty do klasyfikacji generalnej Pucharu Świata lub bonifikaty czasowe do klasyfikacji Tour de Ski.